# La Guérinière
La Guérinière és un municipi francès situat al departament de Vendée i a la regió de País del Loira. L'any 2007 tenia 1.525 habitants.

## Demografia

### Població
El 2007 la població de fet de La Guérinière era de 1.525 persones. Hi havia 708 famílies de les quals 266 eren unipersonals (123 homes vivint sols i 143 dones vivint soles), 229 parelles sense fills, 164 parelles amb fills i 49 famílies monoparentals amb fills.
La població ha evolucionat segons el següent gràfic:
Habitants censats

### Habitatges
El 2007 hi havia 2.859 habitatges, 725 eren l'habitatge principal de la família, 2.125 eren segones residències i 10 estaven desocupats. 2.567 eren cases i 279 eren apartaments. Dels 725 habitatges principals, 574 estaven ocupats pels seus propietaris, 121 estaven llogats i ocupats pels llogaters i 31 estaven cedits a títol gratuït; 19 tenien una cambra, 56 en tenien dues, 166 en tenien tres, 219 en tenien quatre i 265 en tenien cinc o més. 555 habitatges disposaven pel capbaix d'una plaça de pàrquing. A 409 habitatges hi havia un automòbil i a 221 n'hi havia dos o més.

### Piràmide de població
La piràmide de població per edats i sexe el 2009 era:
| Homes | Edats   | Dones |
| ----- | ------- | ----- |
| 0     | 95 o +  | 0     |
| 0     | 90 a 94 | 4     |
| 20    | 85 a 89 | 12    |
| 8     | 80 a 84 | 16    |
| 36    | 75 a 79 | 48    |
| 40    | 70 a 74 | 36    |
| 48    | 65 a 69 | 56    |
| 56    | 60 a 64 | 64    |
| 52    | 55 a 59 | 52    |
| 48    | 50 a 54 | 44    |
| 52    | 45 a 49 | 40    |
| 36    | 40 a 44 | 40    |
| 48    | 35 a 39 | 52    |
| 56    | 30 a 34 | 48    |
| 60    | 25 a 29 | 68    |
| 36    | 20 a 24 | 24    |
| 32    | 15 a 19 | 16    |
| 32    | 10 a 14 | 60    |
| 48    | 5 a 9   | 48    |
| 36    | 0 a 4   | 44    |

## Economia
El 2007 la població en edat de treballar era de 872 persones, 595 eren actives i 277 eren inactives. De les 595 persones actives 534 estaven ocupades (289 homes i 245 dones) i 61 estaven aturades (26 homes i 35 dones). De les 277 persones inactives 148 estaven jubilades, 51 estaven estudiant i 78 estaven classificades com a «altres inactius».

### Ingressos
El 2009 a La Guérinière hi havia 724 unitats fiscals que integraven 1.518,5 persones, la mediana anual d'ingressos fiscals per persona era de 17.087 €.

### Activitats econòmiques
Dels 146 establiments que hi havia el 2007, 13 eren d'empreses extractives, 1 d'una empresa alimentària, 2 d'empreses de fabricació d'elements pel transport, 7 d'empreses de fabricació d'altres productes industrials, 34 d'empreses de construcció, 34 d'empreses de comerç i reparació d'automòbils, 3 d'empreses de transport, 12 d'empreses d'hostatgeria i restauració, 1 d'una empresa d'informació i comunicació, 2 d'empreses financeres, 7 d'empreses immobiliàries, 13 d'empreses de serveis, 9 d'entitats de l'administració pública i 8 d'empreses classificades com a «altres activitats de serveis».
Dels 46 establiments de servei als particulars que hi havia el 2009, 1 era una oficina de correu, 3 tallers de reparació d'automòbils i de material agrícola, 1 taller d'inspecció tècnica de vehicles, 12 paletes, 5 guixaires pintors, 7 fusteries, 4 lampisteries, 4 electricistes, 1 empresa de construcció, 3 perruqueries, 4 restaurants i 1 agència immobiliària.
Dels 15 establiments comercials que hi havia el 2009, 1 era un supermercat, 1 una gran superfície de material de bricolatge, 1 una botiga de més de 120 m², 1 una botiga de menys de 120 m², 2 fleques, 1 una carnisseria, 1 una peixateria, 2 llibreries, 1 una botiga de roba, 1 una sabateria, 1 una botiga de mobles, 1 una botiga de material esportiu i 1 una floristeria.
L'any 2000 a La Guérinière hi havia 5 explotacions agrícoles.

## Equipaments sanitaris i escolars
El 2009 hi havia 1 hospital de tractaments de mitja durada (seguiment i rehabilitació), 1 farmàcia i 2 ambulàncies.
El 2009 hi havia 2 escoles elementals.

## Poblacions més properes
El següent diagrama mostra les poblacions més properes.